# Wincenty Birkenmajer
Wincenty Birkenmajer (ur. 24 czerwca 1899 w Czernichowie k. Krakowa, zm. 17 kwietnia 1933 w Tatrach) – jeden z najwybitniejszych taterników dwudziestolecia międzywojennego, polonista, nauczyciel gimnazjalny, poeta.

## Życiorys
Był synem Ludwika Antoniego Birkenmajera, fizyka, matematyka i historyka nauk ścisłych. Z zawodu był nauczycielem polonistą, uczył literatury polskiej w Gimnazjum Państwowym w Nakle nad Notecią, gimnazjach w Inowrocławiu (od 1925 r.) i w Poznaniu, a także w Korpusie Kadetów nr 3 w Rawiczu. Brał też pewien udział w życiu literackim, redagując czasopismo „Wentylator” i publikując kilka studiów krytycznoliterackich, m.in. o Janie Kasprowiczu. Ogłosił drukiem nieco wierszy i nowel oraz polski przekład (z języka angielskiego) dzieła Dom i świat Rabindranatha Tagore’a (1921 r.). W rękopisach zostawił ułożone w dwa tomy nowele i opowiadania oraz w osobny zbiór utwory poetyckie (zaginione w czasie II wojny światowej).

## Działalność taternicka
Od 1924 r. bywał w Tatrach turystycznie. Był inicjatorem i przywódcą działającej w latach 1927–1930 nieformalnej grupy turystycznej i taternickiej, zwanej „Cyrhlanie” – od nazwy Toporowej Cyrhli w Zakopanem, gdzie przebywali zwykle latem. Grupa ta liczyła 7 osób, a jej członkami byli w większości nauczyciele szkół średnich.
Taternictwem zajął się poważnie w 1929 r., powtarzając duże, nadzwyczaj trudne drogi oraz przechodząc kilka nowych. W 1930 r. spędził w Tatrach całe lato (90 dni), przechodząc w tym czasie 36 nowych dróg i ich wariantów, głównie z Kazimierzem Kupczykiem jako partnerem. Do jego skalnych dróg z tego sezonu należą: wschodnia ściana Rogatej Turni (1 lipca), wschodnia ściana Gerlacha (7 lipca), wschodni filar Ganku (15 lipca), wschodnia ściana Nawiesistej Turni (18 lipca), południowa ściana Kieżmarskiego Szczytu (24 sierpnia) oraz najwyżej przez niego ceniona zachodnia ściana Łomnicy (21 czerwca). Oprócz Kupczyka jego partnerami wspinaczkowymi byli głównie Jan Kazimierz Dorawski, Stanisław Groński, Alfred Szczepański, Jan Alfred Szczepański, Witold Henryk Paryski i Tadeusz Pawłowski.
Birkenmajer interesował się również topografią i nazewnictwem tatrzańskim oraz ideologią alpinizmu. Był zdecydowanym bojownikiem o ochronę przyrody górskiej, ale jednocześnie propagatorem nieskrępowanego biwakowania w Tatrach w namiocie lub kolebach skalnych. Zajmował się też fotografią górską. Od 1930 r. publikował liczne opisy wspinaczek i artykuły na tematy taternickie w „Taterniku” i w innych pismach (m.in. relację ze zdobywania zachodniej ściany Łomnicy pt. Szklana Góra, „Taternik” nr 4 z 1930 r., s. 74–86). Artykuł o swoim wielkim sezonie lata 1930 r. opublikował pt. Trzy miesiące biwaku w Tatrach w 1931 r. w mało znanym tygodniku dla młodzieży „Iskry” (numery 45-47, s. 676–680, 690–693, 708-711).
W 1931 r. wziął udział w wyprawie zorganizowanej przez Sekcję Turystyczną Polskiego Towarzystwa Tatrzańskiego w Alpy Delfinackie, gdzie uczestniczył w III przejściu południowej ściany La Meije. W następnym roku w podobnej wyprawie w masyw Mont Blanc uczestniczył w I przejściu południowo-zachodniej grani Aiguille du Moine (13 sierpnia).
Doświadczenia alpejskie skierowały jego baczniejszą uwagę na taternictwo zimowe. W czasie takiej wyprawy podjętej ze Stanisławem Grońskim w kwietniu 1933 r., której celem był wschodni filar Ganku, zmarł z wyczerpania i zimna na Galerii Gankowej. Jego nazwiskiem nazwano w Tatrach wiele formacji skalnych (m.in. Skała Birkenmajera i Rynna Birkenmajera na Ganku).
Jest pochowany na nowym cmentarzu przy ulicy Nowotarskiej w Zakopanem (kw. P2-4-22).

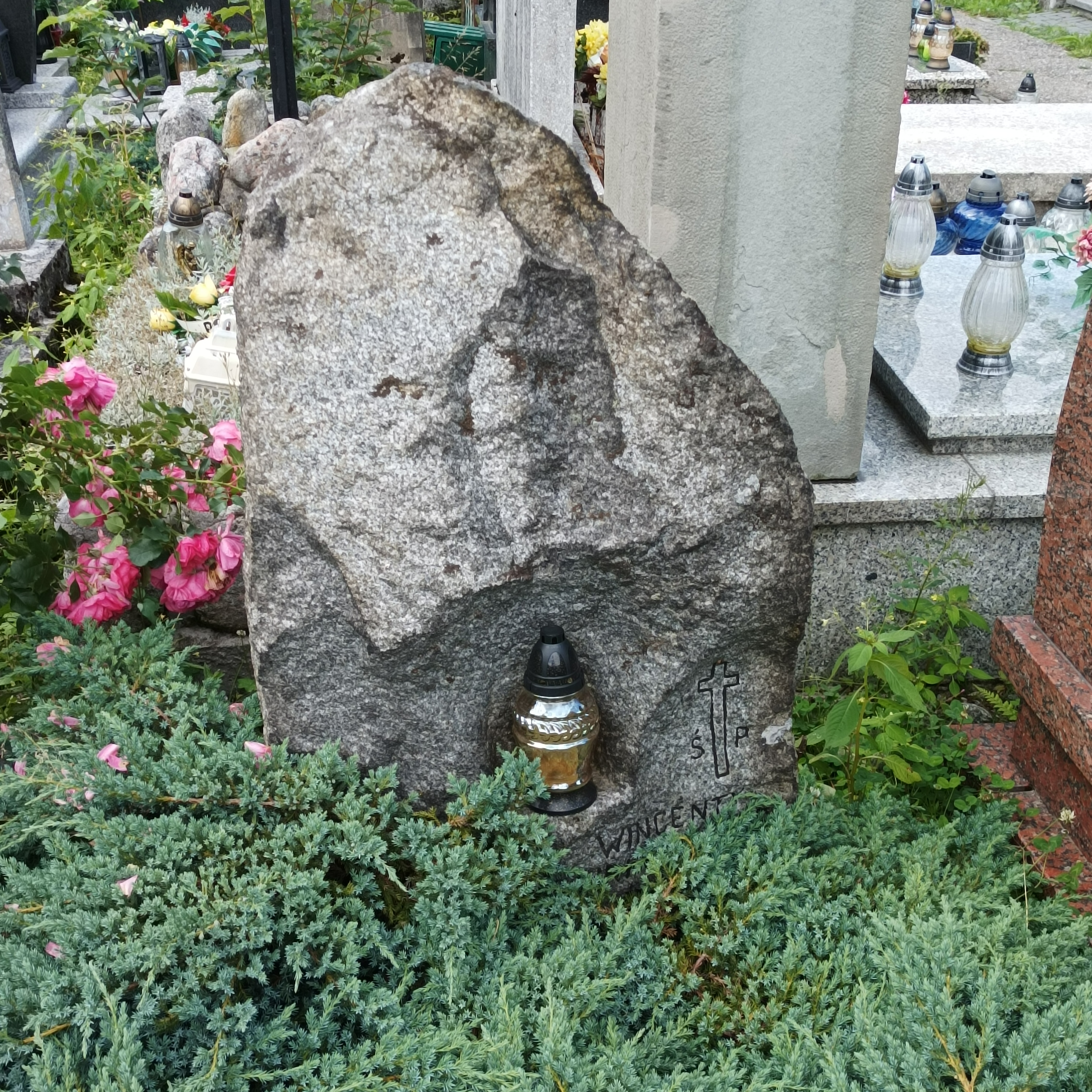
Grób Wincentego Birkenmajera na Nowym Cmentarzu w Zakopanem

Sylwetce Wincentego Birkenmajera poświęcony był „Taternik” nr 3-4 z 1933 r. Przypomniał ją również „Oscypek” nr 7/1953, w którym opublikowano kilka jego ocalałych wierszy. W marcu 2013 r. Muzeum Ziemi Krajeńskiej w Nakle nad Notecią prezentowało wystawę „Wincenty Birkenmajer. Taternik, nauczyciel, poeta”